# قلعه سوخته (باخرز)
قلعه سوخته مربوط به دوره قاجار است و در شهرستان باخرز، ۱ کیلومتری جنوب روستای گزی واقع شده و این اثر در تاریخ ۲۲ مرداد ۱۳۸۴ با شمارهٔ ثبت ۱۳۱۴۴ به‌عنوان یکی از آثار ملی ایران به ثبت رسیده‌است.